# Gnome et Rhône Junior
Gnome et Rhône Junior ist ein Motorradmodell des französischen Herstellers Gnome et Rhône, das von 1934 bis 1939 hergestellt wurde.

## Beschreibung
Das Modell Gnome et Rhône Junior wurde im Oktober 1933 bei dem 27. Pariser Autosalon vorgestellt und von 1934 bis 1939 produziert. Das Fahrzeug ist mit einem Einzylindermotor mit einem Bohrungs/Hubverhältnis von 62 × 80 mm ausgestattet und hat ein Leergewicht von 110 kg. Der Motor leistet 8  PS, womit das Motorrad 80  km/h erreichen kann. Der Motor verbraucht 3 Liter auf 100  km, der Tank fasst 9  Liter. Ab 1935 erhielt das Motorrad einen Rahmen aus gepresstem Stahlblech, was bei Gnome et Rhône auch für die Modelle Gnome et Rhône Major und Gnome et Rhône 750 X als Innovation eingeführt wurde. Das Vorderrad ist in einer Parallelogramm-Federgabel die ebenfalls aus gepresstem Stahlblech hergestellt wurde. Die Trommelbremsen an Vorder- und Hinterrad haben einen Durchmesser von 150 Millimeter. Der Schalthebel für das 3-Ganggetriebe befindet sich rechts, seitlich am Tank mit einer Kulissenschaltung.
Nach Ausbruch des Zweiten Weltkrieges vereinnahmte die französische Armee etliche Motorräder des Modell Junior für Verbindungeinsätze oder als Meldekraftrad.